# Hermannia modesta
Hermannia modesta är en kvalsterart som först beskrevs av Sandór Mahunka 1978.  Hermannia modesta ingår i släktet Hermannia och familjen Hermanniidae. Inga underarter finns listade i Catalogue of Life.